# ペミガチニブ
ペミガチニブ（Pemigatinib）は、チロシンキナーゼ阻害薬に分類される悪性腫瘍治療薬である。タンパク質キナーゼとして知られる酵素、特に癌細胞の表面に存在し増殖や転移に関与する線維芽細胞増殖因子受容体(FGFR)の一部を構成するチロシンキナーゼの阻害によって作用する。
FDA承認の臨床検査で検出された線維芽細胞増殖因子受容体2(FGFR2)の融合またはその他の再配列を有する、前治療歴のある切除不能な局所進行性または転移性胆管癌の成人患者、及び線維芽細胞増殖因子受容体1(FGFR1)の融合またはその他の再配列を有する骨髄性又はリンパ性腫瘍の成人患者、を対象とする。

## 効能・効果
日本で承認されている効能・効果は、
- がん化学療法後に増悪したFGFR2 融合遺伝子陽性の治癒切除不能な胆道癌[9]

　胆管癌は、消化液である胆汁を肝臓から胆嚢や小腸に運ぶ細い管である胆管に発生する稀な癌である。ペミガチニブは、局所進行性（癌が発生した臓器の外側で増殖しているが、まだ体の遠方には広がっていない状態）または転移性（癌細胞が体の他の部位に広がっている状態）の胆管癌で、線維芽細胞増殖因子受容体2（FGFR2）の融合またはその他の再配列を有する腫瘍のある成人患者の治療に使用される。
- FGFR1融合遺伝子陽性の骨髄性又はリンパ性腫瘍

　染色体検査又は遺伝子検査により8p11染色体領域の転座が確認され、FGFR1融合遺伝子陽性の骨髄性又はリンパ性腫瘍と診断された患者に投与する。なお、FGFR1融合遺伝子陽性の確認は、十分な経験を有する検査施設において実施する。

## 副作用
重大な副作用に指定されているものは、
- 網膜剥離（1.9%）：網膜色素上皮剥離、網膜剥離等
- 高リン血症（53.3%）

である。
その他10%以上に発生する副作用は、ドライアイ（31.8%）、睫毛乱生、下痢（42.1%）、口内炎（43.0%）、口内乾燥（37.4%）、悪心、便秘、嘔吐、疲労（41.1%）、体重減少、食欲減退、低リン血症、関節痛、四肢痛、筋肉痛、味覚異常（45.8%）、鼻乾燥、脱毛症（57.0%）、爪の障害（44.9%）、手掌・足底発赤知覚不全症候群、皮膚乾燥である。

## 承認
日本では2020年9月14日に米インサイト社が医薬品医療機器総合機構（PMDA）に承認申請資料を提出し、2021年3月23日に製造販売が承認された。
2018年8月24日、胆道癌の治療薬として、欧州委員会からオランダのIncyte Biosciences Distribution B.V.（蘭インサイト社）にオーファン指定（EU/3/18/2066）が付与された。2019年10月17日、好酸球増多とPDGFRA、PDGFRB、FGFR1の再配列、またはPCM1-JAK2を伴う骨髄性/リンパ性新生物の治療を目的としたオーファン指定EU/3/19/2216が欧州委員会より蘭インサイト社に付与された。2021年1月28日、欧州医薬品庁（EMA）の医薬品委員会（CHMP）は、FGFR2の融合または再配列を特徴とする進行性または転移性の胆管癌の二次治療を目的とした使用について、条件付き販売承認の付与を推奨する肯定的意見を採択した。申請者は蘭インサイト社である。2021年3月に承認された。
米国では患者選定の為のコンパニオン診断薬であるFoundationOne CDX（Foundation Medicine, Inc.社製）と共に2020年4月に使用承認された。
米国における承認は、前治療を受けたFGFR2融合または再配列を有する局所進行性または転移性胆管癌患者107名を登録した多施設共同非盲検単群試験FIGHT-202（NCT02924376）の結果に基づいている。本試験は、米国、欧州、アジアの67施設で実施された。参加者は14日間連続で1日1回投与した後に7日間休薬する21日のサイクルを、病状が進行するか忍容できない副作用が現れるまで繰り返した。試験期間中は8週間ごとの画像診断で効果の評価が行われ、腫瘍が完全または部分的に縮小した被験者の数（全奏功率）を確立された基準で測定した。全奏功率は36%（95%信頼区間：27-45%）で、完全奏功は2.8%、部分奏功は33%であった。奏効した38名の内、24名（63%）が6ヵ月以上、7名（18%）が12ヵ月以上の奏効を示した。
米国食品医薬品局（FDA）は申請に対して、優先審査、画期的治療薬、希少疾病用医薬品の指定を認め、米インサイト社に承認を付与した。

## 参考資料
1. ↑  “Pemazyre- pemigatinib tablet”. DailyMed. 2021年2月1日閲覧。
2. 1 2  “Pemazyre EPAR”. European Medicines Agency (EMA) (2021年1月25日). 2021年9月1日閲覧。 Text was copied from this source which is © European Medicines Agency. Reproduction is authorized provided the source is acknowledged.
3. ↑  “KEGG DRUG: ペミガチニブ”. www.genome.jp. 2021年8月20日閲覧。
4. ↑  “International nonproprietary names for pharmaceutical substances (INN): recommended INN: list 80”. WHO Drug Information 32 (3):  479. (2018). hdl:10665/330907.
5. ↑  “EU/3/18/2066”. European Medicines Agency (EMA) (2018年12月19日). 2020年4月20日閲覧。  この記述には、アメリカ合衆国内でパブリックドメインとなっている記述を含む。
6. 1 2 3 4 5 6 7 8  "FDA Approves First Targeted Treatment for Patients with Cholangiocarcinoma, a Cancer of Bile Ducts". U.S. Food and Drug Administration (FDA) (Press release). 17 April 2020. 2020年4月17日閲覧。  この記述には、アメリカ合衆国内でパブリックドメインとなっている記述を含む。
7. 1 2 3 4 5 6  “FDA grants accelerated approval to pemigatinib for cholangiocarcinoma”. U.S. Food and Drug Administration (FDA) (2020年4月17日). 2020年4月20日閲覧。  この記述には、アメリカ合衆国内でパブリックドメインとなっている記述を含む。
8. ↑  “FDA approves pemigatinib for relapsed or refractory myeloid/lymphoid neoplasms with FGFR1 rearrangement”. Drugs.   F.D.A. (2022年8月29日). 2023年8月31日閲覧。
9. 1 2 3  “ペマジール錠4.5mg 添付文書　2023年3月改訂（第4版、効能又は効果、用法及び用量変更）”. www.info.pmda.go.jp.   PMDA. 2023年8月31日閲覧。
10. 1 2  “ペマジール”. 医療用医薬品.   KEGG MEDICUS (2023年8月23日). 2023年8月31日閲覧。
11. ↑  “米インサイト　胆管がん治療薬ペミガチニブを日本で承認申請　自社販売に向けＭＲ採用 | ニュース | ミクスOnline”. www.mixonline.jp. 2021年8月20日閲覧。
12. ↑  日経メディカル. “FGFR2融合遺伝子陽性の切除不能胆道癌に対するFGFR阻害薬”. 日経メディカル. 2021年8月20日閲覧。
13. ↑  “EU/3/19/2216”. European Medicines Agency (EMA) (2020年1月23日). 2020年4月19日閲覧。  この記述には、アメリカ合衆国内でパブリックドメインとなっている記述を含む。
14. ↑  “Pemazyre: Pending EC decision”. European Medicines Agency (EMA) (2021年1月29日). 2021年2月2日閲覧。 Text was copied from this source which is © European Medicines Agency. Reproduction is authorized provided the source is acknowledged.
15. ↑  “Pemazyre: FDA-Approved Drugs”. U.S. Food and Drug Administration (FDA). 2020年4月21日閲覧。
16. 1 2 3  “Drug Trials Snapshot: Pemazyre”. U.S. Food and Drug Administration (FDA) (2020年4月17日). 2020年5月5日閲覧。  この記述には、アメリカ合衆国内でパブリックドメインとなっている記述を含む。
17. ↑  “Pemigatinib Orphan Drug Designation and Approval”. U.S. Food and Drug Administration (FDA). 2020年4月19日閲覧。
18. ↑  “Pemigatinib Orphan Drug Designation and Approval”. U.S. Food and Drug Administration (FDA). 2020年4月19日閲覧。

## 関連資料
- “The role of fibroblast growth factor receptor (FGFR) protein-tyrosine kinase inhibitors in the treatment of cancers including those of the urinary bladder”. Pharmacol. Res. 151:  104567. (January 2020). doi:10.1016/j.phrs.2019.104567. PMID 31770593.